# John Slidell
John Slidell (ur. w 1793 w Nowym Jorku, zm. 9 lipca 1871 w Cowes) – amerykański polityk.

## Życiorys
Urodził się w 1793 roku w Nowym Jorku. W 1810 ukończył Columbia College, a następnie studiował nauki prawne i został przyjęty do nowojorskiej palestry. Dziewięć lat później przeniósł się do Nowego Orleanu, gdzie zajmował się prawem morskim. Na przełomie lat 20. i 30. XIX wieku pracował jako prokurator okręgowy, a w latach 1834 i 1836 bezskutecznie kandydował do Senatu. W 1842 roku wygrał wybory do Izby Reprezentantów, w której zasiadał do 1845 roku, kiedy to zrezygnował z funkcji. Prezydent James Polk wysłał go wówczas do Meksyku, by wynegocjował ustępstwa terytorialne i zapobiegł zbliżającej się wojnie. Ponieważ władze meksykańskie odmówiły akceptacji Slidella jako ambasadora, pełnił on tylko rolę obserwatora do momentu wybuchu wojny. Po powrocie do Stanów Zjednoczonych, wystartował w wyborach uzupełniających do Senatu (z ramienia Partii Demokratycznej), które miały wypełnić wakat po rezygnacji Pierre’a Soulé’a. Wygrał wybory i zasiadał w izbie wyższej w latach 1853–1861. Po secesji Luizjany, przeszedł na stronę Konfederacji i zaangażował się w służbę dyplomatyczną. W listopadzie 1861 miał miejsce incydent Trent, kiedy to statek pocztowy zmierzający do Europy, na którym płynął Slidell i James Murray Mason został zatrzymany przez okręt Unii, natomiast dyplomaci zostali aresztowani i osadzeni w Bostonie. Rząd brytyjski stanowczo zaprotestował przeciw takiemu działaniu i, pomimo sprzeciwu sekretarza stanu Williama Sewarda, prezydent Abraham Lincoln nakazał zwolnić więźniów. Po tym wydarzeniu, pełnił jeszcze funkcje dyplomatyczne w Paryżu i Frankfurcie. Po kapitulacji Roberta Lee, Slidell mieszkał w Paryżu, a po zakończeniu wojny francusko-pruskiej przeniósł się do Londynu. Zmarł 9 lipca 1871 w Cowes.